# CASA C-207
O CASA C-207 Azor foi um bimotor a pistão utilitário, monoplano e de asa-baixa, construído pela Construcciones Aeronáuticas S.A. (CASA).
O Azor era uma versão ampliada do CASA C-202 Halcón, e foi projetado para o mercado civil. O C-207 não recebeu pedidos de fabricações civis, mas foi utilizado até os anos 80 pela Força Aérea Espanhola. O C-207 foi uma das primeiras aeronaves a ser projetada pela CASA para substituir os aviões de transporte em serviço na época, como o CASA 2111 (versão do Heinkel He 111 fabricada sob licença) e o CASA 352 (versão do Junkers Ju 52 fabricada sob licença).

## Desenvolvimento
O C-207 foi desenvolvido como uma aeronave civil para as rotas de curto e médio alcance que eram comuns na Espanha e na Europa. O Azor foi considerado como obsoleto e antieconômico para seu tempo e padrões, para o qual aeronaves melhores estavam disponíveis para seu papel. Assim a CASA voltou sua atenção de marketing para a Força Aérea Espanhola, que tinha interesse em um avião de transporte "moderno". A CASA Experimentou anteriormente aeronaves de transporte para substituir modelos já em serviço, como o CASA C-201 e o CASA C-202, sendo estes equipados com motores de baixa potência, porém foram cancelados.
A CASA decidiu então desenvolver uma versão do C-207 para a Força Aérea Espanhola, para substituir o C-201 e o 202. O C-207B foi construído para a FAE com uma capacidade de 40 passageiros ou 400 kg de carga, ambos com 4 tripulantes. 10 unidades do C-207B (designados como T.7B pela FAE) foram construídas. A segunda versão construída para a FAE foi o C-207C, equipado com portas grandes e capacidade para 37 paraquedistas.
A Hamburger Flugzeugbau e CASA ofereceram uma versão equipadas com motores turboélice, mas este plano foi abandonado devido à disponibilidade do C-212 Aviocar.

## Variantes
- C-207A: Protótipo, 2 unidades construídas;
- C-207B: Versão com capacidade para até 40 passageiros ou 400 kg de carga. 10 unidades construídas, sendo que 2 destas unidades foram equipadas com o motor Pratt & Whitney R-2800 Double Wasp;
- C-207C: Versão equipada com portas de carga grandes na fuselagem traseira e capacidade para até 37 paraquedistas. 10 unidades construídas.

## Especificações (C-207B)
Dados de CASA C-207 Azor - Specifications.
Características gerais:
- Tripulação: 4 tripulantes
- Capacidade: 40 passageiros ou 400 kg de carga.
- Comprimento: 20,85 m
- Envergadura: 27,8 m
- Altura: 7,75 m
- Área de asa: 85,8 m²
- Peso vazio: 10.600 kg
- Peso carregado: 16,500 kg
- Motorização: 2 × motores a pistão Bristol Hercules 730, radial, de 14 cilindros, 2,040 cv (1522 kW) por motor

Atuação:
- Velocidade máxima: 420 km/h
- Velocidade de cruzeiro: 400 km/h
- Alcance operacional: 2,350 km
- Teto de serviço: 8,000 m
- Taxa de subida: 5,5 m/s